# Altstadt Nordwest
Altstadt Nordwest oder Gelbes Viertel ist ein Unterbezirk im Bezirk Mitte in Ingolstadt.

## Lage
Der Unterbezirk grenzt im Osten an den Unterbezirk Altstadt Nordost, im Süden an den Unterbezirk Altstadt Südwest, im Westen und Nordwesten an die Unterbezirke Gerolfinger Straße und Im Freihöfl. Im Norden liegt der Stadtbezirk Ingolstadt Nordwest.

## Bauwerke
Auswahl:
- Kreuztor
- Liebfrauenmünster
- St. Johann im Gnadenthal